# Cryptodus fraternus
Cryptodus fraternus är en skalbaggsart som beskrevs av Leon Fairmaire 1877. Cryptodus fraternus ingår i släktet Cryptodus och familjen Dynastidae. Inga underarter finns listade i Catalogue of Life.